# Phrynobatrachus mayokoensis
Phrynobatrachus mayokoensis é uma espécie de anfíbio anuro da família Phrynobatrachidae. Está presente no Congo. A UICN classificou-a como deficiente de dados.